# Jean-Baptiste Accolay
Jean-Baptiste Accolay (Brussel, 17 april 1833 - Brugge, 19 augustus 1900) was een Belgische violist, componist, dirigent en pedagoog. Hij is een vertegenwoordiger van de romantiek.

## Levensloop
Hij werd geboren binnen het gezin van muzikant Joseph Accolay en muzikante Anna Cathérine Michel. Hij was getrouwd met Barbara Françoise Sophie Hugo.
Accolay studeerde viool aan het Brusselse Conservatorium en was solobugelspeler van het tweede Kurassiersregiment van Brugge. Ook speelde hij eerste viool in het orkest van de Naamse Schouwburg en in de Brugse Stadsschouwburg. In 1860 werd hij leerkracht notenleer aan het Stedelijke Muziekconservatorium van Brugge. Daar werd hij later benoemd als adjunct-leraar viool (1861-1864), leraar viool-altviool (1864), leraar strijkkwartet (1865) en leerkracht harmonie (1874). Hij bleef er les geven tot aan zijn dood in 1900.
In 1865 was hij medeoprichter van de Séances de musique classique te Brugge en in 1896 deed hij hetzelfde voor de Maatschappij der Concerten van het Conservatorium. Ten slotte was hij dirigent bij de fanfare van de Brugse Jagers-Verkenners.
Het merendeel van zijn composities waren werken voor viool met piano- of orkestbegeleiding, concerti, concertino's en karakterstukken.

## Bekendste werk
Het bekendste werk van Accolay is zijn concerto in a mineur, dat hij in 1868 componeerde voor viool en orkest. Het werd door veel bekende violisten uitgevoerd, onder meer door de befaamde Itzhak Perlman. Het concerto wordt nog steeds veelvuldig gebruikt als studie-object voor violisten. Het heeft een grote expressieve kracht, hoewel het technisch gezien zeer eenvoudig is.